# Jiquilpan (Jalisco)
Jiquilpan es una localidad del estado mexicano de Jalisco. Es parte del municipio de San Gabriel.

## Toponimia
El nombre «Jiquilpan» proviene de los términos en náhuatl: xiquilitl, planta de añil; pan, lugar. Su significado es «Lugar de las plantas de añil».

## Demografía
| Gráfica de evolución demográfica |
|                                  |

| Censo | Población |
| ----- | --------- |
| 1900  | 988       |
| 1910  | 932       |
| 1921  | 1 158     |
| 1930  | 962       |
| 1940  | 1 113     |
| 1950  | 1 306     |
| 1960  | 1 444     |
| 1970  | 1 575     |
| 1980  | 1 712     |
| 1990  | 1 720     |
| 2000  | 1 784     |
| 2010  | 1 789     |
| 2020  | 1 715     |